# Chatham (Village, New York)

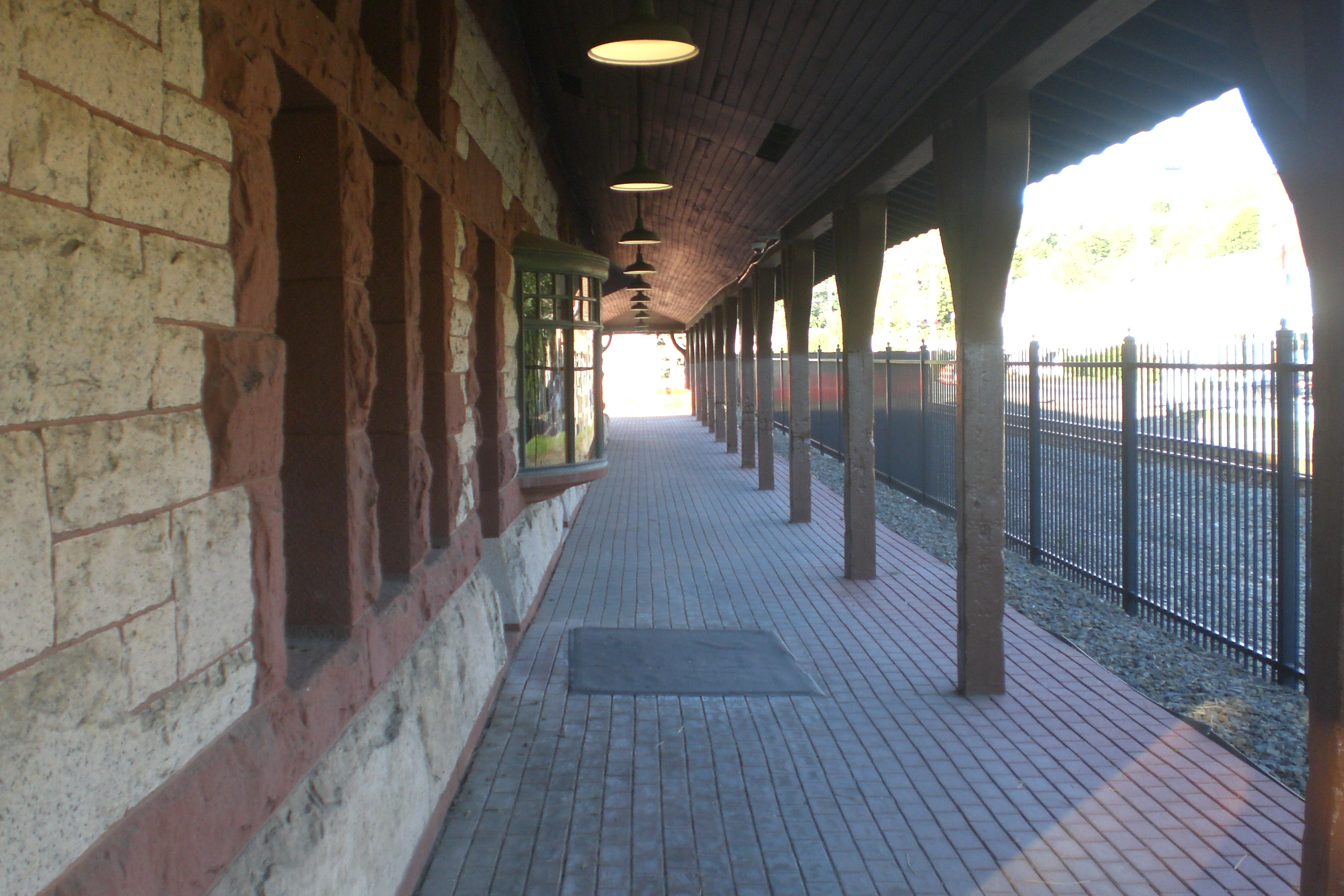
Ehemaliger Bahnhof von Chatham Train an der New York Central Railroad

Chatham ist eine Ortschaft im Columbia County im US-Bundesstaat New York, etwa 40 km südöstlich von Albany. Sie liegt jeweils etwa zur Hälfte in den Gemeindegebieten von Chatham und Ghent, ist 1,2 Quadratmeilen (3,1 km²) groß und hatte 2010 eine Einwohnerzahl von 1770.
Chatham war einst wichtiger Eisenbahnknoten im Schienennetz der New York Central Railroad. Hier kreuzten sich die Bahnstrecken Boston–Albany (Boston and Albany Railroad) und New York–North Bennington(–Montreal) (New York and Harlem Railroad). Heute ist nur noch die Strecke zwischen Boston und Albany im Fernverkehr in Betrieb; die Züge fahren am Bahnhof ohne Halt durch. Die Interstate 90 (New York State Truway) verläuft etwa 8 Kilometer nördlich.